# Phó Bí thư Tỉnh ủy (Việt Nam)
Phó Bí thư Tỉnh ủy ở Việt Nam cùng với Bí thư Tỉnh ủy và Phó Bí thư Thường trực Tỉnh uỷ chịu trách nhiệm về toàn bộ công việc và hoạt động của Thường trực Tỉnh uỷ, đồng thời chịu trách nhiệm chính và trực tiếp về những công việc được phân công.
Thông thường, một Tỉnh ủy hoặc Thành ủy trực thuộc Trung ương có các vị trí Phó Bí thư sau:
- Phó Bí thư thường trực Tỉnh ủy, Thành ủy
- Phó Bí thư Tỉnh ủy, Thành ủy kiêm Chủ tịch Ủy ban Nhân dân tỉnh, thành phố

Đối với một số Đảng bộ Tỉnh, thành phố có quy mô Đảng viên lớn hoặc có vai trò quan trọng thì có thể có thêm một số vị trí Phó Bí thư như sau:
- Phó Bí thư Tỉnh ủy, Thành ủy kiêm Chủ tịch Hội đồng Nhân dân tỉnh, thành phố
- Phó Bí thư Tỉnh ủy, Thành ủy kiêm Trưởng Đoàn đại biểu Quốc hội tỉnh, thành phố
- Phó Bí thư Tỉnh ủy, Thành ủy kiêm Chủ tịch Ủy ban Mặt trận Tổ Quốc Việt Nam tỉnh, thành phố
- Phó Bí thư Tỉnh ủy, Thành ủy phụ trách công tác xây dựng Đảng

## Phó Bí thư Tỉnh ủy
Phó Bí thư Tỉnh ủy cùng với Bí thư và Phó Bí thư Thường trực Tỉnh uỷ chịu trách nhiệm về toàn bộ công việc và hoạt động của Thường trực Tỉnh uỷ, đồng thời chịu trách nhiệm chính và trực tiếp về những công việc được phân công. Phó Bí thư Tỉnh ủy có các quyền hạn và nhiệm vụ sau:
- Chịu trách nhiệm trước Ban Chấp hành Đảng bộ tỉnh, Ban Thường vụ Tỉnh ủy, Thường trực Tỉnh ủy và Bí thư Tỉnh uỷ về toàn bộ hoạt động của hệ thống cơ quan hành chính nhà nước ở địa phương; cùng với các Ủy viên Ban Thường vụ Tỉnh ủy, Ủy viên Ban Chấp hành trong Ủy ban nhân dân tỉnh chỉ đạo xây dựng bộ máy chính quyền địa phương trong sạch, vững mạnh, hoạt động có hiệu lực, hiệu quả.
- Chịu trách nhiệm trước Ban Chấp hành, Ban Thường vụ, Thường trực Tỉnh ủy và Bí thư Tỉnh uỷ về chỉ đạo triển khai, tổ chức thực hiện công tác đấu tranh phòng, chống tham nhũng, lãng phí, công tác giải quyết đơn, thư khiếu nại, tố cáo của công dân, công tác cải cách hành chính, công tác thi đua - khen thưởng, công tác dân vận của chính quyền và công tác đối ngoại của địa phương; chỉ đạo thực hiện chế độ báo cáo về tình hình kinh tế - xã hội, ngân sách, quốc phòng, an ninh trên địa bàn và các công việc chỉ đạo, điều hành chủ yếu của Ủy ban nhân dân tỉnh với Thường trực, Ban Thường vụ Tỉnh ủy và Ban Chấp hành Đảng bộ tỉnh theo định kỳ hoặc khi có yêu cầu; làm Bí thư Ban cán sự đảng Ủy ban nhân dân tỉnh.
- Cụ thể hoá và tổ chức thực hiện các nghị quyết, kết luận, quyết định của Ban Chấp hành Đảng bộ tỉnh, Ban Thường vụ Tỉnh ủy và của Hội đồng nhân dân tỉnh về những vấn đề kinh tế - xã hội, quốc phòng - an ninh; công tác xây dựng Đảng và công tác tổ chức cán bộ thuộc thẩm quyền. Chỉ đạo công tác quy hoạch, kế hoạch hàng năm và 5 năm; chỉ đạo xây dựng các đề án cụ thể về kinh tế- xã hội và ngân sách, về quốc phòng - an ninh, về hợp tác, liên doanh, liên kết với nước ngoài... để đưa ra hội nghị Ban Chấp hành Đảng bộ tỉnh, Ban Thường vụ Tỉnh ủy thảo luận, quyết định theo chương trình làm việc.
- Thường xuyên báo cáo tình hình với Bí thư, Thường trực Tỉnh uỷ về hoạt động của Ủy ban nhân dân tỉnh; chủ động đề xuất những vấn đề thuộc trách nhiệm công tác của Ủy ban nhân dân tỉnh cần báo cáo xin ý kiến Thường trực hoặc Ban Thường vụ Tỉnh ủy; phối hợp chặt chẽ với Phó Bí thư Thường trực và Chủ tịch Hội đồng nhân dân tỉnh để bảo đảm sự thống nhất trong lãnh đạo, điều hành giữa Đảng với chính quyền.

## Phó Bí thư Thường trực Tỉnh ủy
Phó Bí thư Thường trực Tỉnh ủy do Ban chấp hành Đảng bộ Tỉnh bầu ra trong số Tỉnh ủy viên. Phó Bí thư Thường trực Tỉnh uỷ cùng với Bí thư và Phó Bí thư chịu trách nhiệm về toàn bộ công việc và hoạt động của Thường trực Tỉnh uỷ, đồng thời chịu trách nhiệm chính và trực tiếp về những công việc được phân công.
Phó Bí thư Thường trực Tỉnh ủy có quyền hạn và nhiệm vụ:
- Chịu trách nhiệm trước Ban Chấp hành Đảng bộ tỉnh, Ban Thường vụ Tỉnh ủy, Thường trực Tỉnh ủy và Bí thư Tỉnh uỷ về việc chỉ đạo việc chuẩn bị, thẩm định dự thảo Quy chế và Chương trình công tác toàn khoá của Ban Chấp hành Đảng bộ tỉnh; chương trình công tác năm, 6 tháng, hằng quý, hằng tháng của Ban Thường vụ Tỉnh ủy và tổ chức chỉ đạo việc thực hiện Quy chế và các chương trình công tác đã đề ra; chỉ đạo việc chuẩn bị chương trình và nội dung hội nghị của Ban Chấp hành, Ban Thường vụ Tỉnh ủy và các cuộc họp của Thường trực Tỉnh ủy.
- Chịu trách nhiệm trước Ban Chấp hành, Ban Thường vụ, Thường trực và Bí thư Tỉnh uỷ điều hành bộ máy Đảng để giải quyết những công việc hằng ngày của Đảng bộ. Trực tiếp giải quyết những công việc do Bí thư uỷ nhiệm; thay mặt Bí thư khi Bí thư đi vắng.
- Trực tiếp chỉ đạo hoạt động của các ban xây dựng Đảng và phụ trách Văn phòng Tỉnh uỷ; chỉ đạo hoạt động của Đảng đoàn Mặt trận Tổ quốc và các tổ chức chính trị - xã hội; phối hợp công tác giữa các tổ chức đảng, nhà nước, các đoàn thể nhân dân để tổ chức thực hiện và kiểm tra thực hiện các chỉ thị, nghị quyết của Đảng và của cấp uỷ địa phương. Chủ trì cùng với các Ủy viên Thường vụ Tỉnh ủy phụ trách lĩnh vực, địa phương xử lý những việc cần có sự phối hợp của nhiều cơ quan, hoặc những việc do các Ủy viên Thường vụ phụ trách lĩnh vực, địa phương đề nghị.
- Trực tiếp chỉ đạo một số nhiệm vụ cụ thể, như công tác xây dựng hệ thống chính trị ở cơ sở và thực hiện Quy chế dân chủ ở cơ sở; công tác tôn giáo; công tác cải cách tư pháp; công tác dân vận của Đảng, công tác thi đua, khen thưởng trong Đảng, công tác ứng dụng công nghệ thông tin trong hệ thống Đảng, công tác tài chính Đảng.
- Thay mặt Ban Chấp hành Đảng bộ tỉnh, Ban Thường vụ Tỉnh ủy ký một số văn bản của Ban Chấp hành Đảng bộ tỉnh, Ban Thường vụ Tỉnh ủy theo sự phân công của Bí thư Tỉnh ủy.

## Danh sách Phó Bí thư Tỉnh ủy
Hiện tại ở Việt Nam có 63 tỉnh,thành phố trực thuộc Trung ương. Trong đó có 58 tỉnh và 5 thành phố trực thuộc trung ương. Dưới đây là danh sách Phó Bí thư Tỉnh ủy nhiệm kì 2020-2025
| TỈNH, THÀNH PHỐ       | TÊN                     | NĂM SINH | QUÊ QUÁN              | NHIỆM KỲ           | NHIỆM KỲ           | THỜI GIAN TẠI NHIỆM | GHI CHÚ                                                                                                  |
| TỈNH, THÀNH PHỐ       | TÊN                     | NĂM SINH | QUÊ QUÁN              | BẮT ĐẦU            | KẾT THÚC           | THỜI GIAN TẠI NHIỆM | GHI CHÚ                                                                                                  |
| --------------------- | ----------------------- | -------- | --------------------- | ------------------ | ------------------ | ------------------- | --- |
| An Giang              | Lê Văn Nưng             | 1965     | An Giang              | (25/9/2020 - nay)  | (25/9/2020 - nay)  | 4 năm, 204 ngày     | Phó Bí thư Thường trực Tỉnh ủy; Chủ tịch HĐND Tỉnh                                                       |
| An Giang              | Nguyễn Thanh Bình       | 1964     | An Giang              | (25/9/2020 - nay)  | (25/9/2020 - nay)  | 4 năm, 204 ngày     | Phó Bí thư Tỉnh ủy; Chủ tịch UBND tỉnh                                                                   |
| Bà Rịa - Vũng Tàu     | Nguyễn Thị Yến          | 1965     | Bà Rịa - Vũng Tàu     | (23/10/2015 - nay) | (23/10/2015 - nay) | 9 năm, 176 ngày     | Phó Bí thư Thường trực Tỉnh ủy; Trưởng đoàn ĐBQH tỉnh                                                    |
| Bà Rịa - Vũng Tàu     | Nguyễn Văn Thọ          | 1968     | Bà Rịa - Vũng Tàu     | (15/11/2019 - nay) | (15/11/2019 - nay) | 5 năm, 153 ngày     | Phó Bí thư Tỉnh ủy; Chủ tịch UBND tỉnh                                                                   |
| Bạc Liêu              | Lê Thị Ái Nam           | 1963     | Bạc Liêu              | (1/7/2015 - nay)   | (1/7/2015 - nay)   | 9 năm, 290 ngày     | Phó Bí thư Thường trực Tỉnh ủy                                                                           |
| Bạc Liêu              | Phạm Văn Thiều          | 1970     | Bạc Liêu              | (16/10/2020 - nay) | (16/10/2020 - nay) | 4 năm, 183 ngày     | Phó Bí thư Tỉnh ủy; Chủ tịch UBND tỉnh                                                                   |
| Bắc Giang             | Lê Thị Thu Hồng         | 1970     | Thanh Hóa             | (19/1/2019 - nay)  | (19/1/2019 - nay)  | 6 năm, 88 ngày      | Phó Bí thư Thường trực Tỉnh ủy; Chủ tịch HĐND tỉnh                                                       |
| Bắc Giang             | Lê Ánh Dương            | 1966     | Ninh Bình             | (14/10/2020 - nay) | (14/10/2020 - nay) | 4 năm, 185 ngày     | Phó Bí thư Tỉnh ủy; Chủ tịch UBND tỉnh                                                                   |
| Bắc Kạn               | Phương Thị Thanh        | 1967     | Cao Bằng              | (22/10/2020 - nay) | (22/10/2020 - nay) | 4 năm, 177 ngày     | Phó Bí thư Thường trực Tỉnh ủy; Chủ tịch HĐND tỉnh                                                       |
| Bắc Kạn               | Nguyễn Đăng Bình        | 1978     | Hà Nội                | (8/9/2021 - nay)   | (8/9/2021 - nay)   | 3 năm, 221 ngày     | Phó Bí thư Tỉnh ủy; Chủ tịch UBND tỉnh                                                                   |
| Bắc Ninh              | Nguyễn Quốc Chung       | 1965     | Bắc Ninh              | (25/9/2020 - nay)  | (25/9/2020 - nay)  | 4 năm, 204 ngày     | Phó Bí thư Thường trực Tỉnh ủy; Chủ tịch HĐND tỉnh                                                       |
| Bắc Ninh              | Nguyễn Hương Giang      | 1969     | Hải Dương             | (8/11/2019 - nay)  | (8/11/2019 - nay)  | 5 năm, 160 ngày     | Phó Bí thư Tỉnh ủy; Chủ tịch UBND tỉnh                                                                   |
| Bến Tre               | Hồ Thị Hoàng Yến        | 1971     | Bến Tre               | (16/10/2020 - nay) | (16/10/2020 - nay) | 4 năm, 183 ngày     | Quyền Bí thư Tỉnh ủy; Chủ tịch HĐND tỉnh                                                                 |
| Bến Tre               | Trần Thanh Lâm          | 1973     | Hà Nam                | (14/3/2024 - nay)  | (14/3/2024 - nay)  | 1 năm, 34 ngày      | Phó Bí thư Thường trực Tỉnh ủy                                                                           |
| Bến Tre               | Trần Ngọc Tam           | 1965     | Bến Tre               | (13/10/2015 - nay) | (13/10/2015 - nay) | 9 năm, 186 ngày     | Phó Bí thư Tỉnh ủy; Chủ tịch UBND tỉnh                                                                   |
| Bình Dương            | Nguyễn Văn Thao         | 1963     | Bình Dương            | (6/7/2021 - nay)   | (6/7/2021 - nay)   | 3 năm, 285 ngày     | Phó Bí thư Thường trực Tỉnh ủy                                                                           |
| Bình Dương            | Võ Văn Minh             | 1972     | Bình Dương            | (14/10/2020 - nay) | (14/10/2020 - nay) | 4 năm, 185 ngày     | Phó Bí thư Tỉnh ủy; Chủ tịch UBND tỉnh                                                                   |
| Bình Định             | Lê Kim Toàn             | 1965     | Bình Định             | (16/10/2020 - nay) | (16/10/2020 - nay) | 4 năm, 183 ngày     | Phó Bí thư Thường trực Tỉnh ủy; Trưởng đoàn ĐBQH tỉnh                                                    |
| Bình Định             | Phạm Anh Tuấn           | 1973     | Hà Tĩnh               | (13/9/2022 - nay)  | (13/9/2022 - nay)  | 2 năm, 216 ngày     | Phó Bí thư Tỉnh ủy; Chủ tịch UBND tỉnh                                                                   |
| Bình Phước            | Huỳnh Thị Hằng          | 1975     | Bình Phước            | (5/2/2020 - nay)   | (5/2/2020 - nay)   | 5 năm, 71 ngày      | Phó Bí thư Thường trực Tỉnh ủy; Chủ tịch HĐND tỉnh                                                       |
| Bình Phước            | Trần Tuệ Hiền           | 1969     | Quảng Nam             | (23/10/2015 - nay) | (23/10/2015 - nay) | 9 năm, 176 ngày     | Phó Bí thư Tỉnh ủy; Chủ tịch UBND tỉnh                                                                   |
| Bình Thuận            | Nguyễn Hoài Anh         | 1977     | Ninh Thuận            | (16/10/2020 - nay) | (16/10/2020 - nay) | 4 năm, 183 ngày     | Ủy viên dự khuyết Ban Chấp hành Trung ương Đảng Phó Bí thư Thường trực Tỉnh ủy; Chủ tịch HĐND tỉnh       |
| Bình Thuận            | Đoàn Anh Dũng           | 1977     | Hà Tĩnh               | (14/11/2022 - nay) | (14/11/2022 - nay) | 2 năm, 154 ngày     | Phó Bí thư Tỉnh ủy; Chủ tịch UBND tỉnh                                                                   |
| Cà Mau                | Phạm Thành Ngại         | 1971     | Cà Mau                | (1/10/2021 - nay)  | (1/10/2021 - nay)  | 3 năm, 198 ngày     | Phó Bí thư Thường trực Tỉnh ủy                                                                           |
| Cà Mau                | Huỳnh Quốc Việt         | 1976     | Cà Mau                | (24/6/2021 - nay)  | (24/6/2021 - nay)  | 3 năm, 297 ngày     | Phó Bí thư Tỉnh ủy; Chủ tịch UBND tỉnh                                                                   |
| Cao Bằng              | Triệu Đình Lê           | 1965     | Cao Bằng              | (28/10/2020 - nay) | (28/10/2020 - nay) | 4 năm, 171 ngày     | Phó Bí thư Thường trực Tỉnh ủy; Chủ tịch HĐND tỉnh                                                       |
| Cao Bằng              | Hoàng Xuân Ánh          | 1964     | Cao Bằng              | (28/10/2020 - nay) | (28/10/2020 - nay) | 4 năm, 171 ngày     | Phó Bí thư Tỉnh ủy; Chủ tịch UBND tỉnh                                                                   |
| Cần Thơ               | Phạm Văn Hiểu           | 1964     | Cần Thơ               | (25/9/2015 - nay)  | (25/9/2015 - nay)  | 9 năm, 204 ngày     | Phó Bí thư Thường trực Tỉnh ủy; Chủ tịch HĐND Thành phố                                                  |
| Cần Thơ               | Trần Việt Trường        | 1971     | Hậu Giang             | (25/9/2015 - nay)  | (25/9/2015 - nay)  | 4 năm, 204 ngày     | Phó Bí thư Tỉnh ủy; Chủ tịch UBND Thành phố                                                              |
| Đà Nẵng               | Lương Nguyễn Minh Triết | 1976     | Quảng Nam             | (21/10/2020 - nay) | (21/10/2020 - nay) | 4 năm, 178 ngày     | Ủy viên dự khuyết Ban Chấp hành Trung ương Đảng Phó Bí thư Thường trực Thành ủy; Chủ tịch HĐND Thành phố |
| Đà Nẵng               | Lê Trung Chinh          | 1969     | Đà Nẵng               | (21/10/2020 - nay) | (21/10/2020 - nay) | 4 năm, 178 ngày     | Phó Bí thư Thành ủy; Chủ tịch UBND Thành phố                                                             |
| Đắk Lắk               | Phạm Minh Tấn           | 1963     | Thanh Hóa             | (14/10/2015 - nay) | (14/10/2015 - nay) | 9 năm, 185 ngày     | Phó Bí thư Thường trực Tỉnh ủy                                                                           |
| Đắk Lắk               | Phạm Ngọc Nghị          | 1965     | Quảng Ngãi            | (14/10/2015 - nay) | (14/10/2015 - nay) | 9 năm, 185 ngày     | Phó Bí thư Tỉnh ủy; Chủ tịch UBND tỉnh                                                                   |
| Đắk Nông              | Lưu Văn Trung           | 1974     | Thái Bình             | (16/10/2020 - nay) | (16/10/2020 - nay) | 4 năm, 183 ngày     | Phó Bí thư Thường trực Tỉnh ủy                                                                           |
| Đắk Nông              | Hồ Văn Mười             | 1969     | Quảng Nam             | (30/6/2021 - nay)  | (30/6/2021 - nay)  | 3 năm, 291 ngày     | Phó Bí thư Tỉnh ủy; Chủ tịch UBND tỉnh                                                                   |
| Điện Biên             | Mùa A Sơn               | 1964     | Điện Biên             | (15/10/2020 - nay) | (15/10/2020 - nay) | 4 năm, 184 ngày     | Phó Bí thư Thường trực Tỉnh ủy                                                                           |
| Điện Biên             | Lê Thành Đô             | 1968     | Thái Bình             | (15/10/2020 - nay) | (15/10/2020 - nay) | 4 năm, 184 ngày     | Phó Bí thư Tỉnh ủy; Chủ tịch UBND tỉnh                                                                   |
| Đồng Nai              | Hồ Thanh Sơn            | 1964     | Đồng Nai              | (18/3/2019 - nay)  | (18/3/2019 - nay)  | 6 năm, 30 ngày      | Phó Bí thư Thường trực Tỉnh ủy                                                                           |
| Đồng Nai              | Võ Tấn Đức              | 1972     | Đồng Nai              | (2/8/2023 - nay)   | (2/8/2023 - nay)   | 1 năm, 258 ngày     | Quyền Chủ tịch UBND tỉnh                                                                                 |
| Đồng Nai              | Quản Minh Cường         | 1969     | Hưng Yên              | (6/7/2020 - nay)   | (6/7/2020 - nay)   | 4 năm, 285 ngày     | |
| Đồng Tháp             | Phan Văn Thắng          | 1967     | Đồng Tháp             | (19/10/2020 - nay) | (19/10/2020 - nay) | 4 năm, 180 ngày     | Phó Bí thư Thường trực Tỉnh ủy; Chủ tịch HĐND tỉnh                                                       |
| Đồng Tháp             | Phạm Thiện Nghĩa        | 1966     | Đồng Tháp             | (19/10/2020 - nay) | (19/10/2020 - nay) | 4 năm, 180 ngày     | Phó Bí thư Tỉnh ủy; Chủ tịch UBND tỉnh                                                                   |
| Gia Lai               | Châu Ngọc Tuấn          | 1970     | Bình Định             | (2/6/2020 - nay)   | (2/6/2020 - nay)   | 4 năm, 319 ngày     | Phó Bí thư Thường trực Tỉnh ủy; Trưởng đoàn ĐBQH tỉnh                                                    |
| Gia Lai               | Trương Hải Long         | 1976     | Bắc Ninh              | (12/9/2022 - nay)  | (12/9/2022 - nay)  | 2 năm, 217 ngày     | Phó Bí thư Tỉnh ủy; Chủ tịch UBND tỉnh                                                                   |
| Hà Giang              | Thào Hồng Sơn           | 1965     | Hà Giang              | (30/9/2015 - nay)  | (30/9/2015 - nay)  | 9 năm, 199 ngày     | Phó Bí thư Thường trực Tỉnh ủy; Chủ tịch HĐND tỉnh                                                       |
| Hà Giang              | Nguyễn Văn Sơn          | 1964     | Hà Nội                | (30/9/2015 - nay)  | (30/9/2015 - nay)  | 9 năm, 199 ngày     | Phó Bí thư Tỉnh ủy; Chủ tịch UBND tỉnh                                                                   |
| Hà Nam                | Đinh Thị Lụa            | 1972     | Hà Nam                | (22/9/2020 - nay)  | (22/9/2020 - nay)  | 4 năm, 207 ngày     | Phó Bí thư Thường trực Tỉnh ủy                                                                           |
| Hà Nam                | Trương Quốc Huy         | 1970     | Nam Định              | (22/9/2020 - nay)  | (22/9/2020 - nay)  | 4 năm, 207 ngày     | Phó Bí thư Tỉnh ủy; Chủ tịch UBND tỉnh Trưởng đoàn ĐBQH tỉnh                                             |
| Hà Nội                | Nguyễn Thị Tuyến        | 1971     | Hà Nội                | (12/10/2020 - nay) | (12/10/2020 - nay) | 4 năm, 187 ngày     | Phó Bí thư Thường trực Thành ủy                                                                          |
| Hà Nội                | Trần Sỹ Thanh           | 1971     | Nghệ An               | (15/7/2022 - nay)  | (15/7/2022 - nay)  | 2 năm, 276 ngày     | Phó Bí thư Thành ủy; Chủ tịch UBND Thành phố                                                             |
| Hà Nội                | Nguyễn Ngọc Tuấn        | 1966     | Hải Dương             | (12/10/2020 - nay) | (12/10/2020 - nay) | 4 năm, 187 ngày     | Phó Bí thư Thành ủy; Chủ tịch HĐND Thành phố                                                             |
| Hà Nội                | Nguyễn Văn Phong        | 1968     | Thái Bình             | (12/10/2020 - nay) | (12/10/2020 - nay) | 4 năm, 187 ngày     | Phó Bí thư Thành ủy                                                                                      |
| Hà Tĩnh               | Trần Thế Dũng           | 1966     | Hà Tĩnh               | (16/10/2020 - nay) | (16/10/2020 - nay) | 4 năm, 183 ngày     | Phó Bí thư Thường trực Tỉnh ủy                                                                           |
| Hà Tĩnh               | Võ Trọng Hải            | 1968     | Hà Tĩnh               | (15/4/2021 - nay)  | (15/4/2021 - nay)  | 4 năm, 2 ngày       | Phó Bí thư Tỉnh ủy; Chủ tịch UBND tỉnh                                                                   |
| Hải Dương             | Lê Văn Hiệu             | 1967     | Hải Dương             | (26/10/2020 - nay) | (26/10/2020 - nay) | 4 năm, 173 ngày     | Phó Bí thư Thường trực Tỉnh ủy; Chủ tịch HĐND tỉnh Trưởng đoàn ĐBQH tỉnh                                 |
| Hải Dương             | Triệu Thế Hùng          | 1971     | Hà Nội                | (10/5/2020 - nay)  | (10/5/2020 - nay)  | 4 năm, 342 ngày     | Phó Bí thư Tỉnh ủy; Chủ tịch UBND tỉnh                                                                   |
| Hải Phòng             | Đỗ Mạnh Hiến            | 1969     | Hải Phòng             | (13/11/2020 - nay) | (13/11/2020 - nay) | 4 năm, 155 ngày     | Phó Bí thư Thường trực Thành ủy                                                                          |
| Hải Phòng             | Nguyễn Văn Tùng         | 1964     | Hải Phòng             | (24/10/2015 - nay) | (24/10/2015 - nay) | 9 năm, 175 ngày     | Phó Bí thư Thành ủy; Chủ tịch UBND Thành phố                                                             |
| Hậu Giang             | Trần Văn Huyến          | 1971     | Ninh Bình             | (14/10/2020 - nay) | (14/10/2020 - nay) | 4 năm, 185 ngày     | Phó Bí thư Thường trực Tỉnh ủy; Chủ tịch HĐND tỉnh                                                       |
| Hậu Giang             | Đồng Văn Thanh          | 1969     | Nam Định              | (14/10/2020 - nay) | (14/10/2020 - nay) | 4 năm, 185 ngày     | Phó Bí thư Tỉnh ủy; Chủ tịch UBND tỉnh                                                                   |
| Hòa Bình              | Bùi Đức Hinh            | 1968     | Hòa Bình              | (3/10/2020 - nay)  | (3/10/2020 - nay)  | 4 năm, 196 ngày     | Phó Bí thư Thường trực Tỉnh ủy; Chủ tịch HĐND tỉnh                                                       |
| Hòa Bình              | Bùi Văn Khánh           | 1964     | Hòa Bình              | (9/7/2019 - nay)   | (9/7/2019 - nay)   | 5 năm, 282 ngày     | Phó Bí thư Tỉnh ủy; Chủ tịch UBND tỉnh                                                                   |
| Thành phố Hồ Chí Minh | Nguyễn Hồ Hải           | 1977     | Thành phố Hồ Chí Minh | (17/10/2020 - nay) | (17/10/2020 - nay) | 4 năm, 182 ngày     | Phó Bí thư Thường trực Thành ủy                                                                          |
| Thành phố Hồ Chí Minh | Phan Văn Mãi            | 1973     | Bến Tre               | (1/6/2021 - nay)   | (1/6/2021 - nay)   | 3 năm, 320 ngày     | Phó Bí thư Thành ủy; Chủ tịch UBND Thành phố Trưởng đoàn ĐBQH Thành phố                                  |
| Thành phố Hồ Chí Minh | Nguyễn Thị Lệ           | 1967     | Thành phố Hồ Chí Minh | (19/3/2019 - nay)  | (19/3/2019 - nay)  | 6 năm, 29 ngày      | Phó Bí thư Thành ủy; Chủ tịch HĐND Thành phố                                                             |
| Thành phố Hồ Chí Minh | Nguyễn Phước Lộc        | 1970     | Kiên Giang            | (26/9/2023 - nay)  | (26/9/2023 - nay)  | 1 năm, 203 ngày     | Phó Bí thư Thành ủy; Trưởng ban Tổ chức Thành ủy                                                         |
| Hưng Yên              | Trần Quốc Toản          | 1973     | Hưng Yên              | (26/10/2020 - nay) | (26/10/2020 - nay) | 4 năm, 173 ngày     | Phó Bí thư Thường trực Tỉnh ủy; Chủ tịch HĐND tỉnh                                                       |
| Hưng Yên              | Trần Quốc Văn           | 1968     | Hưng Yên              | (26/10/2020 - nay) | (26/10/2020 - nay) | 4 năm, 173 ngày     | Phó Bí thư Tỉnh ủy; Chủ tịch UBND tỉnh                                                                   |
| Khánh Hòa             | Nguyễn Khắc Toàn        | 1970     | Khánh Hòa             | (28/2/2020 - nay)  | (28/2/2020 - nay)  | 5 năm, 48 ngày      | Phó Bí thư Thường trực Tỉnh ủy; Chủ tịch HĐND tỉnh                                                       |
| Khánh Hòa             | Nguyễn Tấn Tuân         | 1964     | Khánh Hòa             | (30/9/2010 - nay)  | (30/9/2010 - nay)  | 14 năm, 199 ngày    | Phó Bí thư Tỉnh ủy; Chủ tịch UBND tỉnh                                                                   |
| Kiên Giang            | Mai Văn Huỳnh           | 1965     | Kiên Giang            | (17/10/2020 - nay) | (17/10/2020 - nay) | 4 năm, 182 ngày     | Phó Bí thư Thường trực Tỉnh ủy; Chủ tịch HĐND tỉnh                                                       |
| Kiên Giang            | Lâm Minh Thành          | 1972     | Kiên Giang            | (17/10/2020 - nay) | (17/10/2020 - nay) | 4 năm, 182 ngày     | Phó Bí thư Tỉnh ủy; Chủ tịch UBND tỉnh                                                                   |
| Kon Tum               | A Pớt                   | 1963     | Kon Tum               | (16/7/2016 - nay)  | (16/7/2016 - nay)  | 8 năm, 275 ngày     | Phó Bí thư Thường trực Tỉnh ủy; Trưởng đoàn ĐBQH tỉnh                                                    |
| Kon Tum               | Lê Ngọc Tuấn            | 1965     | Quảng Nam             | (30/5/2020 - nay)  | (30/5/2020 - nay)  | 4 năm, 322 ngày     | Phó Bí thư Tỉnh ủy; Chủ tịch UBND tỉnh                                                                   |
| Lai Châu              | Vũ Mạnh Hà              | 1979     | Nam Định              | (31/5/2023 - nay)  | (31/5/2023 - nay)  | 1 năm, 321 ngày     | Ủy viên dự khuyết Ban Chấp hành Trung ương Đảng; Phó Bí thư Thường trực Tỉnh ủy                          |
| Lai Châu              | Lê Văn Lương            | 1968     | Hà Nam                | (23/10/2020 - nay) | (23/10/2020 - nay) | 4 năm, 176 ngày     | Phó Bí thư Tỉnh ủy; Chủ tịch UBND tỉnh                                                                   |
| Lạng Sơn              | Hoàng Văn Nghiệm        | 1968     | Lạng Sơn              | (29/10/2015 - nay) | (29/10/2015 - nay) | 9 năm, 170 ngày     | Phó Bí thư Thường trực Tỉnh ủy; Trưởng đoàn ĐBQH tỉnh                                                    |
| Lạng Sơn              | Hồ Tiến Thiệu           | 1965     | Lạng Sơn              | (8/7/2020 - nay)   | (8/7/2020 - nay)   | 4 năm, 283 ngày     | Phó Bí thư Tỉnh ủy; Chủ tịch UBND tỉnh                                                                   |
| Lào Cai               | Vũ Xuân Cường           | 1966     | Hải Dương             | (15/10/2020 - nay) | (15/10/2020 - nay) | 4 năm, 184 ngày     | Phó Bí thư Thường trực Tỉnh ủy; Chủ tịch HĐND tỉnh                                                       |
| Lào Cai               | Trịnh Xuân Trường       | 1977     | Lào Cai               | (15/10/2020 - nay) | (15/10/2020 - nay) | 4 năm, 184 ngày     | Phó Bí thư Tỉnh ủy; Chủ tịch UBND tỉnh                                                                   |
| Lâm Đồng              | Trần Đình Văn           | 1966     | Thừa Thiên Huế        | (16/10/2020 - nay) | (16/10/2020 - nay) | 4 năm, 183 ngày     | Phó Bí thư Thường trực Tỉnh ủy; Trưởng đoàn ĐBQH tỉnh                                                    |
| Lâm Đồng              | Trần Văn Hiệp           | 1965     | Lâm Đồng              | (16/10/2020 - nay) | (16/10/2020 - nay) | 4 năm, 183 ngày     | Phó Bí thư Tỉnh ủy; Chủ tịch UBND tỉnh                                                                   |
| Long An               | Nguyễn Thanh Hải        | 1972     | Long An               | (30/10/2020 - nay) | (30/10/2020 - nay) | 4 năm, 169 ngày     | Phó Bí thư Thường trực Tỉnh ủy; Trưởng đoàn ĐBQH tỉnh                                                    |
| Long An               | Nguyễn Văn Út           | 1969     | Long An               | (30/10/2020 - nay) | (30/10/2020 - nay) | 4 năm, 169 ngày     | Phó Bí thư Tỉnh ủy; Chủ tịch UBND tỉnh                                                                   |
| Nam Định              | Lê Quốc Chỉnh           | 1968     | Nam Định              | (24/9/2020 - nay)  | (24/9/2020 - nay)  | 4 năm, 205 ngày     | Phó Bí thư Thường trực Tỉnh ủy; Chủ tịch HĐND tỉnh                                                       |
| Nam Định              | Phạm Đình Nghị          | 1965     | Nam Định              | (24/9/2015 - nay)  | (24/9/2015 - nay)  | 9 năm, 205 ngày     | Phó Bí thư Tỉnh ủy; Chủ tịch UBND tỉnh                                                                   |
| Nghệ An               | Nguyễn Văn Thông        | 1963     | Nghệ An               | (27/5/2016 - nay)  | (27/5/2016 - nay)  | 8 năm, 325 ngày     | Phó Bí thư Thường trực Tỉnh ủy                                                                           |
| Nghệ An               | Nguyễn Đức Trung        | 1974     | Thanh Hóa             | (27/2/2020 - nay)  | (27/2/2020 - nay)  | 5 năm, 49 ngày      | Phó Bí thư Tỉnh ủy; Chủ tịch UBND tỉnh                                                                   |
| Nghệ An               | Hoàng Nghĩa Hiếu        | 1967     | Nghệ An               | (28/7/2022 - nay)  | (28/7/2022 - nay)  | 2 năm, 263 ngày     | Phó Bí thư Tỉnh ủy                                                                                       |
| Ninh Bình             | Mai Văn Tuất            | 1970     | Ninh Bình             | (9/1/2023 - nay)   | (9/1/2023 - nay)   | 2 năm, 98 ngày      | Phó Bí thư Thường trực Tỉnh ủy; Chủ tịch HĐND tỉnh                                                       |
| Ninh Bình             | Phạm Quang Ngọc         | 1973     | Ninh Bình             | (22/10/2020 - nay) | (22/10/2020 - nay) | 4 năm, 177 ngày     | Phó Bí thư Tỉnh ủy; Chủ tịch UBND tỉnh                                                                   |
| Ninh Thuận            | Phạm Văn Hậu            | 1974     | Ninh Thuận            | (28/10/2020 - nay) | (28/10/2020 - nay) | 4 năm, 171 ngày     | Phó Bí thư Thường trực Tỉnh ủy; Chủ tịch HĐND tỉnh                                                       |
| Ninh Thuận            | Trần Quốc Nam           | 1971     | Quảng Ngãi            | (28/10/2020 - nay) | (28/10/2020 - nay) | 4 năm, 171 ngày     | Phó Bí thư Tỉnh ủy; Chủ tịch UBND tỉnh Trưởng đoàn ĐBQH tỉnh                                             |
| Phú Thọ               | Phùng Khánh Tài         | 1971     | Hà Nội                | (14/3/2023 - nay)  | (14/3/2023 - nay)  | 2 năm, 34 ngày      | Phó Bí thư Thường trực Tỉnh ủy                                                                           |
| Phú Thọ               | Bùi Văn Quang           | 1967     | Phú Thọ               | (14/6/2016 - nay)  | (14/6/2016 - nay)  | 8 năm, 307 ngày     | Phó Bí thư Tỉnh ủy; Chủ tịch UBND tỉnh                                                                   |
| Phú Yên               | Cao Thị Hòa An          | 1973     | Nghệ An               | (16/10/2020 - nay) | (16/10/2020 - nay) | 4 năm, 183 ngày     | Phó Bí thư Thường trực Tỉnh ủy; Chủ tịch HĐND tỉnh                                                       |
| Phú Yên               | Tạ Anh Tuấn             | 1969     | Hà Nội                | (14/11/2022 - nay) | (14/11/2022 - nay) | 2 năm, 154 ngày     | Phó Bí thư Tỉnh ủy; Chủ tịch UBND tỉnh                                                                   |
| Quảng Bình            | Trần Hải Châu           | 1966     | Quảng Bình            | (28/10/2020 - nay) | (28/10/2020 - nay) | 4 năm, 171 ngày     | Phó Bí thư Thường trực Tỉnh ủy; Chủ tịch HĐND tỉnh                                                       |
| Quảng Bình            | Trần Thắng              | 1966     | Quảng Bình            | (28/3/2019 - nay)  | (28/3/2019 - nay)  | 6 năm, 20 ngày      | Phó Bí thư Tỉnh ủy; Chủ tịch UBND tỉnh                                                                   |
| Quảng Nam             | Lê Văn Dũng             | 1966     | Quảng Nam             | (24/4/2019 - nay)  | (24/4/2019 - nay)  | 5 năm, 358 ngày     | Phó Bí thư Thường trực Tỉnh ủy; Trưởng đoàn ĐBQH tỉnh                                                    |
| Quảng Nam             | Lê Trí Thanh            | 1970     | Quảng Nam             | (11/11/2019 - nay) | (11/11/2019 - nay) | 5 năm, 157 ngày     | Phó Bí thư Tỉnh ủy; Chủ tịch UBND tỉnh                                                                   |
| Quảng Ngãi            | Đặng Ngọc Huy           | 1975     | Hà Nội                | (30/8/2020 - nay)  | (30/8/2020 - nay)  | 4 năm, 230 ngày     | Phó Bí thư Thường trực Tỉnh ủy; Trưởng đoàn ĐBQH tỉnh                                                    |
| Quảng Ngãi            | Đặng Văn Minh           | 1966     | Quảng Ngãi            | (11/9/2020 - nay)  | (11/9/2020 - nay)  | 4 năm, 218 ngày     | Phó Bí thư Tỉnh ủy; Chủ tịch UBND tỉnh                                                                   |
| Quảng Ninh            | Trịnh Thị Minh Thanh    | 1973     | Hải Dương             | (24/8/2021 - nay)  | (24/8/2021 - nay)  | 3 năm, 236 ngày     | Phó Bí thư Thường trực Tỉnh ủy                                                                           |
| Quảng Ninh            | Đặng Xuân Phương        | 1974     | Nam Định              | (18/8/2023 - nay)  | (18/8/2023 - nay)  | 1 năm, 242 ngày     | Phó Bí thư Tỉnh ủy; Trưởng đoàn ĐBQH tỉnh                                                                |
| Quảng Ninh            | Cao Tường Huy           | 1973     | Quảng Ninh            | (5/12/2023 - nay)  | (5/12/2023 - nay)  | 1 năm, 133 ngày     | Phó Bí thư Tỉnh ủy; Chủ tịch UBND tỉnh                                                                   |
| Quảng Trị             | Nguyễn Đăng Quang       | 1968     | Quảng Trị             | (16/10/2020 - nay) | (16/10/2020 - nay) | 4 năm, 183 ngày     | Phó Bí thư Thường trực Tỉnh ủy; Chủ tịch HĐND tỉnh                                                       |
| Quảng Trị             | Võ Văn Hưng             | 1972     | Quảng Trị             | (16/10/2020 - nay) | (16/10/2020 - nay) | 4 năm, 183 ngày     | Phó Bí thư Tỉnh ủy; Chủ tịch UBND tỉnh                                                                   |
| Sóc Trăng             | Hồ Thị Cẩm Đào          | 1972     | Sóc Trăng             | (15/10/2020 - nay) | (15/10/2020 - nay) | 4 năm, 184 ngày     | Phó Bí thư Thường trực Tỉnh ủy; Chủ tịch HĐND tỉnh                                                       |
| Sóc Trăng             | Trần Văn Lâu            | 1970     | Sóc Trăng             | (15/10/2020 - nay) | (15/10/2020 - nay) | 4 năm, 184 ngày     | Phó Bí thư Tỉnh ủy; Chủ tịch UBND tỉnh                                                                   |
| Sơn La                | Nguyễn Thái Hưng        | 1965     | Hưng Yên              | (24/9/2020 - nay)  | (24/9/2020 - nay)  | 4 năm, 205 ngày     | Phó Bí thư Thường trực Tỉnh ủy; Chủ tịch HĐND tỉnh                                                       |
| Sơn La                | Hoàng Quốc Khánh        | 1969     | Sơn La                | (24/9/2020 - nay)  | (24/9/2020 - nay)  | 4 năm, 205 ngày     | Phó Bí thư Tỉnh ủy; Chủ tịch UBND tỉnh                                                                   |
| Tây Ninh              | Phạm Hùng Thái          | 1970     | Tây Ninh              | (24/8/2020 - nay)  | (24/8/2020 - nay)  | 4 năm, 236 ngày     | Phó Bí thư Thường trực Tỉnh ủy; Trưởng đoàn ĐBQH tỉnh                                                    |
| Tây Ninh              | Nguyễn Thanh Ngọc       | 1969     | Long An               | (7/5/2020 - nay)   | (7/5/2020 - nay)   | 4 năm, 345 ngày     | Phó Bí thư Tỉnh ủy; Chủ tịch UBND tỉnh                                                                   |
| Thái Bình             | Nguyễn Tiến Thành       | 1965     | Thái Bình             | (15/10/2020 - nay) | (15/10/2020 - nay) | 4 năm, 184 ngày     | Phó Bí thư Thường trực Tỉnh ủy; Chủ tịch HĐND tỉnh                                                       |
| Thái Bình             | Nguyễn Khắc Thận        | 1974     | Thái Bình             | (15/10/2020 - nay) | (15/10/2020 - nay) | 4 năm, 184 ngày     | Phó Bí thư Tỉnh ủy; Chủ tịch UBND tỉnh                                                                   |
| Thái Nguyên           | Phạm Hoàng Sơn          | 1976     | Thái Nguyên           | (13/10/2020 - nay) | (13/10/2020 - nay) | 4 năm, 186 ngày     | Phó Bí thư Thường trực Tỉnh ủy; Chủ tịch HĐND tỉnh                                                       |
| Thái Nguyên           | Trịnh Việt Hùng         | 1977     | Hải Dương             | (21/8/2020 - nay)  | (21/8/2020 - nay)  | 4 năm, 239 ngày     | Ủy viên dự khuyết Ban Chấp hành Trung ương Đảng Phó Bí thư Tỉnh ủy; Chủ tịch UBND tỉnh                   |
| Thanh Hóa             | Lại Thế Nguyên          | 1970     | Thanh Hóa             | (28/10/2020 - nay) | (28/10/2020 - nay) | 4 năm, 171 ngày     | Phó Bí thư Thường trực Tỉnh ủy; Trưởng đoàn ĐBQH tỉnh                                                    |
| Thanh Hóa             | Đỗ Minh Tuấn            | 1972     | Thanh Hóa             | (25/9/2015 - nay)  | (25/9/2015 - nay)  | 9 năm, 204 ngày     | Phó Bí thư Tỉnh ủy; Chủ tịch UBND tỉnh                                                                   |
| Thừa Thiên Huế        | Phan Ngọc Thọ           | 1963     | Thừa Thiên Huế        | (1/7/2021 - nay)   | (1/7/2021 - nay)   | 3 năm, 290 ngày     | Phó Bí thư Thường trực Tỉnh ủy                                                                           |
| Thừa Thiên Huế        | Nguyễn Văn Phương       | 1970     | Thừa Thiên Huế        | (25/6/2021 - nay)  | (25/6/2021 - nay)  | 3 năm, 296 ngày     | Phó Bí thư Tỉnh ủy; Chủ tịch UBND tỉnh                                                                   |
| Tiền Giang            | Võ Văn Bình             | 1963     | Tiền Giang            | (21/10/2015 - nay) | (21/10/2015 - nay) | 9 năm, 178 ngày     | Phó Bí thư Thường trực Tỉnh ủy; Chủ tịch HĐND tỉnh                                                       |
| Tiền Giang            | Nguyễn Văn Vĩnh         | 1967     | Tiền Giang            | (15/10/2020 - nay) | (15/10/2020 - nay) | 4 năm, 184 ngày     | Phó Bí thư Tỉnh ủy; Chủ tịch UBND tỉnh                                                                   |
| Trà Vinh              | Kim Ngọc Thái           | 1969     | Trà Vinh              | (5/9/2018 - nay)   | (5/9/2018 - nay)   | 6 năm, 224 ngày     | Phó Bí thư Thường trực Tỉnh ủy; Chủ tịch HĐND tỉnh                                                       |
| Trà Vinh              | Lê Văn Hẳn              | 1970     | Trà Vinh              | (15/10/2020 - nay) | (15/10/2020 - nay) | 4 năm, 184 ngày     | Phó Bí thư Tỉnh ủy; Chủ tịch UBND tỉnh                                                                   |
| Tuyên Quang           | Lê Thị Kim Dung         | 1974     | Ninh Bình             | (15/10/2020 - nay) | (15/10/2020 - nay) | 4 năm, 184 ngày     | Phó Bí thư Thường trực Tỉnh ủy; Chủ tịch HĐND tỉnh                                                       |
| Tuyên Quang           | Nguyễn Văn Sơn          | 1970     | Vĩnh Phúc             | (25/8/2020 - nay)  | (25/8/2020 - nay)  | 4 năm, 235 ngày     | Phó Bí thư Tỉnh ủy; Chủ tịch UBND tỉnh                                                                   |
| Vĩnh Long             | Nguyễn Thành Thế        | 1965     | Vĩnh Long             | (3/9/2021 - nay)   | (3/9/2021 - nay)   | 3 năm, 226 ngày     | Phó Bí thư Thường trực Tỉnh ủy                                                                           |
| Vĩnh Long             | Lữ Quang Ngời           | 1972     | Tiền Giang            | (31/1/2020 - nay)  | (31/1/2020 - nay)  | 5 năm, 76 ngày      | Phó Bí thư Tỉnh ủy; Chủ tịch UBND tỉnh                                                                   |
| Vĩnh Phúc             | Phạm Hoàng Anh          | 1975     | Phú Thọ               | (15/10/2020 - nay) | (15/10/2020 - nay) | 4 năm, 184 ngày     | Phó Bí thư Thường trực Tỉnh ủy                                                                           |
| Vĩnh Phúc             | Lê Duy Thành            | 1969     | Vĩnh Phúc             | (8/7/2020 - nay)   | (8/7/2020 - nay)   | 4 năm, 283 ngày     | Phó Bí thư Tỉnh ủy; Chủ tịch UBND tỉnh                                                                   |
| Yên Bái               | Tạ Văn Long             | 1966     | Phú Thọ               | (24/9/2020 - nay)  | (24/9/2020 - nay)  | 4 năm, 205 ngày     | Phó Bí thư Thường trực Tỉnh ủy; Chủ tịch HĐND tỉnh                                                       |
| Yên Bái               | Trần Huy Tuấn           | 1974     | Yên Bái               | (24/9/2020 - nay)  | (24/9/2020 - nay)  | 4 năm, 205 ngày     | Phó Bí thư Tỉnh ủy; Chủ tịch UBND tỉnh                                                                   |